# Russell Jacquet
Russell Jacquet  (* 4. Dezember 1917 in St. Martinville, Louisiana; † 28. Februar 1990 in Los Angeles, Kalifornien) war ein US-amerikanischer Jazz-Trompeter und Sänger.

## Leben
Russell Jacquet war der ältere Bruder des Tenorsaxophonisten Illinois Jacquet, mit dem er im Laufe seiner Karriere mehrere Male zusammenarbeitete. Jacquet spielte zunächst in den Bands von Floyd Ray und Milt Larkin, bevor er ein Musikstudium am Wiley College und an der Texas Southern University aufnahm. Danach arbeitete er um 1945/47 in der Band seines Bruders, gründete dann eine eigene Formation, die von 1945 bis 1949 Hausband im New Yorker Cotton Club war, und kehrte schließlich in Illinois Jacquets Band zurück. Später spielte er dann mit verschiedenen Formationen in Oakland und Houston mit Arnett Cobb sowie noch mehrmals mit seinem Bruder.
Obwohl er in den 1970er Jahren ein eigenes Plattenlabel (Town Hall) betrieb, nahm er im Laufe seiner Karriere nur wenige Titel unter eigenem Namen auf. Er leitete in den 1940er Jahren einige Sessions für die Label Globe, Modern Music, Jewel, Sensation und King; unter anderem spielte er bei diesen Aufnahmen von 1945 bis 1949 mit Sweets Edison, Teddy Edwards, Dexter Gordon, Chico Hamilton, J. J. Johnson, Charles Mingus, Joe Newman, Leo Parker, Sonny Stitt, Sir Charles Thompson, Lucky Thompson, Gerry Wiggins, Shadow Wilson, Gerald Wilson und Snooky Young.

## Diskographische Hinweise
- Russell Jacquet 1945-1949 (Classics)